# 3220 Murayama
3220 Murayama је астероид главног астероидног појаса са средњом удаљеношћу од Сунца која износи 2,224 астрономских јединица (АЈ).
Апсолутна магнитуда астероида је 12,9.